# László Kálmán
László Kálmán (Sepsiszentgyörgy, 1900. december 4. – Kolozsvár, 1996.  szeptember 22.) erdélyi mikológus, természettudományi szakíró. László Ferenc (1873–1925) régész fia, László Dezső egyházi író, László Endre jogász és újságíró, László Zoltán újságíró, László Ferenc jogász, szerkesztő testvére.

## Életútja
Szülővárosában a Székely Mikó Kollégiumban érettségizett (1919), elvégezte a magyar nyelvű Kolozsvári Kereskedelmi Akadémiát (1922). Az Erdélyi Banknál Kolozsvárt kezdte pénzügyi pályáját (1922-26), majd a Brassói Nép- ill. Közgazdasági Bank alkalmazottja (1926-48). Miután közgazdasági diplomát szerzett a Bolyai Tudományegyetemen (1948), a brassói pénzügyi középiskola tanára, aligazgatója (1948-55). Az iskola megszűnése után nyugdíjazásáig (1960) a Brassói Mezőgazdasági Bank főellenőre.
"Hivatalai tevékenysége csak gátolhatta, de nem akadályozhatta meg abban – jellemzi munkásságát Szabó Attila –, hogy a botanikusként induló édesapa irányításával megkezdett kutatásokat folytassa." Az 1930-as évek végétől bekapcsolódott a Brassóban jól szervezett természetismereti mozgalomba, részt vett a környező hegyvidék növényvilágának kutatásában. Tudományos érdeklődése a mikológia felé irányult, s nyugdíjasként a nagygombák kutatására fordította minden idejét, létrehozva gazdag és dokumentált mikológiai magángyűjteményét, mely közel 4000 múzeumi értékű darabot tartalmaz.
Első írását az Encián közölte (1936). Bel- és külföldi szaklapokban megjelent dolgozatai közül kiemelkedik a Pázmány Dénessel közösen írt Seltene Pilze aus Rumänien c. sorozat, melynek első részét a Zeitschrift für Pilzkunde (Karlsruhe), folytatásait a kolozsvári Mezőgazdasági Akadémia Notulae Botanicae c. kiadványa hozta nyilvánosságra. Egy másik sorozat a budapesti Mikológiai Közleményekben jelent meg: A nagygombák kutatása és újabb adataik Hargita és Kovászna megyékben (1984, 1988), eszerint a kutatómunkák során az ismert nagygombák száma 256-ról 291 fajra növekedett. Ő jelezte először Romániából az illatos kocsonyás álpöfeteget, a Fries-féle rókagombát, a szalmasárga gyűrűsgombát, a fenyővargányát, a citromsárga nedűgombát, a Maska-féle csiperkét, a márciusi csigagombát. Ismertető írásaival az Aluta, Népi Egység, Új Idő, Előre, Igazság, A Hét oldalain találkozunk. Mint gombaszakértő tevékeny részt vett az egészségügyi felvilágosításban.
A Brassói Székely Társaság főtitkáraként közművelődési szerepet is vállalt (1930-40), a brassói Könyvtár Egylet állományát gondozta. 1978 óta a Kolozsvári Szabadegyetem gombaismereti kollégiumának szervezője és előadója. Pap István, Pázmány Dénes és Veress István társszerzőkkel közösen írt gombaismereti szakkönyve kéziratban.
László Kálmán még életében, 1995-ben a Székely Nemzeti Múzeum Alapítványnak adományozta mikológiai munkássága anyagának jelentős hányadát: gombagyűjteményét, könyvtárának egy részét, mikológiai jegyzeteit.

## Emlékezete
A sepsiszentgyörgyi László Kálmán Gombászegyesület a jeles mikológus iránti tiszteletből vette fel a László Kálmán nevet. Születésének századik évfordulójáról is megemlékeztek. Hagyatékát, értéke mikológiai gyűjteményét a Székely Nemzeti Múzeum őrzi.

## Kapcsolódó információk
- Nemes Zoltán: "Az ételhez só kell." Vendégünk volt László Kálmán. Megyei Tükör, 1980. november 11.
- Pázmány Dénes: A gombászok nesztora. Igazság, 1980. december 5.
- Szabó Attila: Természettudományos arcképcsarnok. László Kálmán. Művelődés 1981/1.
- Tóthfalussy Béla: László Kálmán 100 éve. Szabadság (Kolozsvár), 2001. január 26. (Udvardy Frigyes adatbankja nyomán)